# Pseudolabrus guentheri
Pseudolabrus guentheri là một loài cá biển thuộc chi Pseudolabrus trong họ Cá bàng chài. Loài này được mô tả lần đầu tiên vào năm 1862.

## Từ nguyên
Từ định danh của loài được đặt theo tên của nhà ngư học Albert Günther.

## Phạm vi phân bố và môi trường sống
P. guentheri có phạm vi phân bố ở Tây Nam Thái Bình Dương. Đây là một loài đặc hữu của vùng bờ biển phía đông Úc, được ghi nhận từ phía bắc bang Queensland trải dài xa nhất là đến vịnh Jervis ở bang New South Wales.
P. guentheri sống gần các rạn san hô và mỏm đá phủ tảo ở độ sâu đến 20 m.

## Mô tả
P. guentheri có chiều dài cơ thể tối đa được ghi nhận là 18 cm. Cá cái chuyển đổi giới tính thành cá đực khi đạt chiều dài khoảng 7 đến 10 cm.
Cá cái có nhiều biến thể màu sắc, màu nâu đỏ đến màu xanh lục, đôi khi xuất hiện các vạch sọc ở hai bên thân. Tuy nhiên, cá cái lại có những đốm đen trên lưng và một đốm đen trước vây lưng, còn cá đực lại không có đặc điểm này. Đầu của cá cái có các vệt sọc màu đỏ da cam, còn của cá đực lại có màu đỏ nâu và kéo dài đến thân trước. Cá cái có các vây màu đỏ cam; phần trước của vây hậu môn đôi khi có màu xanh lục nhạt; ở cá đực, vây có màu đỏ. Cá con có một dải sọc trắng dọc theo chiều dài thân.
Số gai ở vây lưng: 9; Số tia vây mềm ở vây lưng: 11; Số gai ở vây hậu môn: 3; Số tia vây mềm ở vây hậu môn: 10.

## Hành vi và tập tính
Thức ăn của P. guentheri chủ yếu là các loài thủy sinh không xương sống. Loài này được ghi nhận là sinh sản vào mùa đông (tháng 8 đến tháng 12) ở miền nam Queensland.

### Trích dẫn
- B. C. Russell (1988). "Revision of the labrid fish genus Pseudolabrus and allied genera" (PDF). Records of the Australian Museum. Quyển 9. tr. 1–72.